# Albert Fontet i Aparicio
Albert Fontet i Aparicio (Alcanar, 16 de març del 1986), és un exbasquetbolista català, del CB Huesca, un equip de la LEB Oro.

## Biografia
Té una alçada de 2,12 metres i ocupa la posició de pivot. Va començar a jugar en les categories inferiors del CB Alcanar, l'equip de la seua localitat natal. Des d'allà va fer el salt al planter del Pamesa Valencia i posteriorment al FC Barcelona.
El seu ascens en el planter blaugrana el va portar a formar part de l'equip júnior durant la temporada 2002-2003. La següent temporada va fer el salt a l'equip filial, on hi va jugar les temporades 2003-2004 i 2004-2005 a la Lliga EBA. L'excel·lent rendiment en les categories inferiors del Barcelona el va portar a la internacionalitat amb la Sots-18 Espanya. Així, l'any 2004 va aconseguir el bronze al Torneig Albert Schweitzer i l'or en l'europeu sots-18 celebrat a Saragossa, en la final del torneig va anotar 7 punts i va formar part del quintet titular al costat de jugadors com Sergio Rodríguez. La següent temporada va ser traspassat al Pamesa Valencia, equip on hi va jugar dos temporades, la 2005-2006 i la 2006-2007, la primera amb l'equip filial i la segona alternant amb alguna aparició amb el primer equip. De fet, el seu primer partit amb el Pamesa B va ser molt bo, va anotar 12 punts a més de 16 rebots, amb una valoració total de 31 punts. Els seus primers punts en l'ACB els va anotar contra l'Estudiantes en la jornada 32 de la temporada 2006-2007.
La falta de minuts en l'equip valencià el va fer abandonar el club. Així, l'estiu del 2007 es va fer oficial el seu traspàs al club gallec del Beirasar Rosalía. Amb l'equip gallec va jugar durant dos temporada en la Lliga LEB Oro. Sense canviar de categoria, l'estiu del 2009 es va fer oficial el seu fitxatge pel FC Grupo Begar León, es va convertir en el sisè fitxatge de l'equip castellà.
Finalment, l'estiu del 2011 va arribar la seua gran oportunitat aconseguint fer el salt a la Lliga ACB de la mà del CAI Zaragoza. Les xifres de la seua temporada amb l'equip aragonès van ser modestes, va jugar 24 partits i només va anotar una mitja d'1,8 punts per partit. Tot i les xifres, va renovar una temporada més amb el CAI. Després d'una temporada 2012/13 on el CAI va assolir una fita històrica, arribant a les semi-finals de la Lliga ACB, el jugador va renovar un any més per l'equip saragossà, la que era la seua tercera temporada.
L'estiu del 2015 va abandonar la Lliga ACB per fitxar per l'equip portuguès del Dragon Force, la secció de bàsquet de l'FC Porto. Va arribar a Portugal a l'equip entrenat per Moncho López, un equip acabat d'ascendir a la Lliga LPB.
Entre el 2016 i el 2018 va jugar amb el CB Huesca a la LEB Oro.
Finalment però l'agost de 2018 Fontet va anunciar la seva retirada del bàsquet professional.

## Palmarès
FC Barcelona:
- Temporada 2003-2004: Campionat d'Espanya Júnior.

Selecció espanyola:
- 2004: Medalla de bronze en el Torneig Albert Schweitzer.
- 2004: Campionat d'Europa sots-18.